# Воронівська сільська рада (Білопільський район)
Вороні́вська сільська́ ра́да — колишній орган місцевого самоврядування в Білопільському районі Сумської області. Адміністративний центр — село Воронівка.

## Загальні відомості
- Населення ради: 1 576 осіб (станом на 2001 рік)

## Населені пункти
Сільській раді були підпорядковані населені пункти:
- с. Воронівка
- с. Дудченки
- с. Москаленки
- с. Штанівка
- с. Янченки

## Склад ради
Рада складалася з 16 депутатів та голови.
- Голова ради: Мороз Людмила Володимирівна

### Керівний склад попередніх скликань
| Прізвище, ім'я, по батькові | Основні відомості                                                                    | Дата обрання | Дата звільнення |
| --------------------------- | ------------------------------------------------------------------------------------ | ------------ | --------------- |
| Мороз Людмила Володимирівна | Сільський голова, 1966 року народження, позапартійна                                 | 26.03.2006   | 31.10.2010      |
| Мороз Людмила Володимирівна | Сільський голова, 1960 року народження, освіта вища, Політична партія «Наша Україна» | 31.10.2010   |                 |

Примітка: таблиця складена за даними сайту Верховної Ради України